# بيت المتسلل
بيت المتسلل (بالإنجليزية: Sneaky Pete)‏ هو مسلسل جريمة دراما أمريكي من تأليف ديفيد شور وبراين كرانستون ومن بطولة جيوفاني ريبيسي، مارين أيرلند، بيتر جيريتي ومارجو مارتينديل. صدر الموسم الأول على منصة أمازون برايم فيديو في 13 يناير 2017.

## روابط خارجية
بيت المتسلل على موقع IMDb (الإنجليزية)
- بيت المتسلل على موقع ميتاكريتيك (الإنجليزية)
- بيت المتسلل على موقع روتن توميتوز (الإنجليزية)
- بيت المتسلل على موقع أول موفي (الإنجليزية)
- بيت المتسلل على موقع فيلمافينيتي (الإسبانية)
- بيت المتسلل على موقع كينوبويسك (الروسية)
- بيت المتسلل على موقع ألو سيني (الفرنسية)
- بيت المتسلل على موقع قاعدة بيانات الفيلم (الإنجليزية)